# Radicaal 152
Van de in totaal 214 Kangxi-radicalen heeft radicaal 152 de betekenis varken. Het is een van de twintig radicalen die bestaat uit zeven strepen.
In het Kangxi-woordenboek zijn er 148 karakters die dit radicaal gebruiken.

## Karakters met het radicaal 152

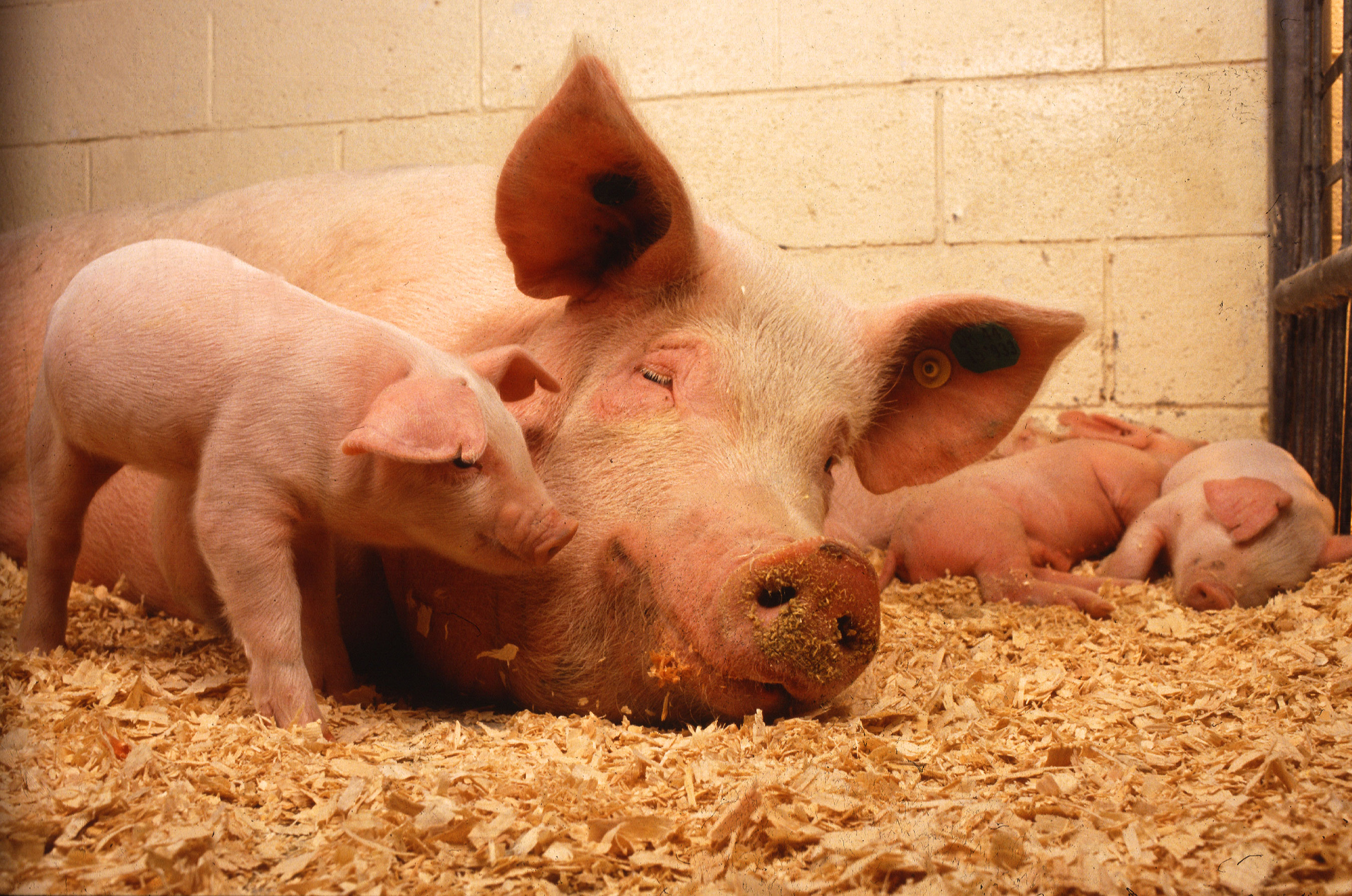
Een zeug met biggen.

| Strepen | Karakter          |
| ------- | ----------------- |
| + 0     | 豕                |
| + 1     | 豖                |
| + 3     | 豗                |
| + 4     | 豘 豙 豚 豛 豜 豝 |
| + 5     | 豞 豟 豠 象       |
| + 6     | 豢 豣 豤 豥 豦    |
| + 7     | 豧 豨 豩 豪       |
| + 9     | 豫 豬 豭 豮       |
| + 10    | 豯 豰 豱 豲 豳    |
| + 11    | 豴 豵             |
| + 12    | 豷                |
| + 13    | 豶                |

Orakelbotkarakter
Bronskarakter
Groot zegelkarakter
Klein zegelkarakter